# Mark Shuttleworth
Mark Richard Shuttleworth (Welkom, 18 de setembro de 1973) é um empresário sul-africano que se tornou milionário depois de vender sua empresa de segurança de Internet, a Thawte, para a Verisign. Shuttleworth fundou a empresa Canonical Ltd, na qual foi CEO até dezembro de 2009. A sua fortuna está avaliada em 500 milhões de dólares.
Em 2002 tornou-se o primeiro sul-africano a ir ao espaço, lançado na nave russa Soyuz TM-34, pagando 20 milhões de dólares pela aventura, e entrando para a história como o segundo turista espacial, depois do empresário norte-americano Dennis Tito.
Na volta à Terra, fundou a Canonical Ltd, empresa inglesa que desenvolve e suporta o sistema operacional livre Ubuntu. Shuttleworth incentiva o desenvolvimento de distribuições derivadas e reconhece como derivados oficiais os sabores: (KDE) Kubuntu, (LXDE) Lubuntu, (Xfce) Xubuntu, (Educacional) Edubuntu.  A versão principal "Ubuntu" é derivada do Debian Sid, e fornece a base para que sejam desenvolvidas as Ubuntu-derivadas oficiais e as não oficiais como a bem conhecida Linux Mint, ElementaryOS, entre tantas outras distribuições, disponibilizadas gratuitamente em seus sites (acesse o Distro Watch clicando aqui e veja uma infinidade de distribuições Linux que existem atualmente).